# بيت جانم (المحويت)

تعديل مصدري - تعديل

بيت جانم هي إحدى قرى عزلة الوسط بمديرية المحويت التابعة لمحافظة المحويت، بلغ تعداد سكانها 166 نسمة حسب تعداد اليمن لعام 2004.